# MARS RED
MARS RED(마스 레드)는 후지사와 번오가 원작한 연극 작품이다. 2013년 첫 공연, 2015년에 재연한 음악 낭독극이다. 2019년부터 카라카라 케무리가 원작한 만화가 월간 코믹 가든에서 연재되기 시작했으며, 2020년에는 애니메이션 사상 최초로 낭독극부터 애니메이션화가 발표되는 등 미디어 믹스 전개되고 있다. 2021년 4월부터 6월까지 방영되었다.

## 줄거리
근대화가 진행되어 다이쇼낭만이 한창인 일본의 제도 도쿄. 정부는 뱀파이어가 된 4명의 남자들을 지목해 육군 금강철병 계획이 움직이기 시작한다. 『령기관』이 발족해 실제 노동부대원이 된 이들이지만 사실 뱀파이어에게는 약점이 많다. 태양광이 약해, 강한 냄새가 약해, 등등. 그러한 결점을 기술력으로 보충하면서 특수 임무에 임하지만...